# Johann Eibel
Johann Eibel (* 26. Februar 1883 in Wien; † 23. Dezember 1966) war ein österreichischer Gewichtheber. Er wurde 1908 und 1909 Weltmeister in der Gewichtsklasse bis 85 kg Körpergewicht.

## Werdegang
Johann Eibel, ein junger Wiener Bäckergeselle begann 1900 mit der Schwerathletik. Dazu trat er dem 1. Siebenbrunner Athleten-Klub Wien bei. In den ersten Jahren seiner Sportlerlaufbahn betätigte er sich sowohl im Ringen als auch im Gewichtheben. Bei einer Größe von 1,73 Metern und einem Gewicht von ca. 82 kg hatte er eine ausgesprochen athletische Figur. Dies ermöglichte ihm, sich auch an den damals Mode gewordenen Körper-Schönheits-Konkurrenzen mit großem Erfolg zu beteiligen. Er war gewissermaßen einer der ersten „Bodybuilder“ der Neuzeit.
Im Ringen erzielte Johann Eibel auf nationaler Ebene durchwegs gute Resultate, sein eigentliches Metier wurde aber schon bald das Gewichtheben.
Gleich bei seinem ersten großen internationalen Wettkampf, der Weltmeisterschaft in Wien im Jahre 1908 gelang es ihm, sich in einem schweren Sechskampf, der aus einarmigem Reißen links, einarmigem Reißen rechts, einarmigem Drücken in Schlussstellung, beidarmigem Drücken, beidarmigem Stoßen und Dauerdrücken bestand, den Weltmeistertitel in der leichten Gewichtsklasse (bis 85 kg Körpergewicht) zu erringen. Beinahe wäre daraus nichts geworden, denn Johann Eibel erreichte das Wettkampflokal erst, als seine Konkurrenten schon die ersten vier Übungen absolviert hatten, weil er einem Wiener Bildhauer in dessen Atelier noch Modell stehen musste. Die Wettkampfleitung gestattete Johann Eibel aber, mit der fünften Übung in den Wettkampf einzusteigen und die versäumten vier Übungen am Abend bei den Schwergewichtlern nachzuholen.
1909 wurde Johann Eibel in Wien erneut Weltmeister, 1910 wurde er, wieder in Wien Vize-Weltmeister und 1911 belegte er bei der Weltmeisterschaft in Berlin, im Schwergewicht startend, den 4. Platz.
1911 wurde er in einem Achtkampf und 1913 in einem Sechskampf auch österreichischer Meister.
Zu olympischen Ehren kam er nicht, denn 1908 und 1912 war das Gewichtheben nicht im olympischen Programm und 1916 fielen die Olympischen Spiele wegen des Ersten Weltkrieges aus.
Eibel war nach Beendigung seiner Laufbahn Namensgeber für einen Wiener Schwerathletik-Verein, dem Athleten-Klub „Eibel“ Wien. Von diesem Verein wurde ca. 100 Jahre später eine Medaille gefunden, die diese Inschrift trägt.
Johann Eibel starb 1966 und wurde auf dem Meidlinger Friedhof bestattet.

## Erfolge als Gewichtheber
| Jahr | Platz | Wettbewerb                                             | Wettkampfart | Gewichtsklasse         | Ergebnisse |
| 1906 | 6.    | Huldigungsstemmen zu Ehren des österr. Kaisers in Wien | Vierkampf    | Schwer (über 85 kg)    | |
| 1908 | 1.    | Weltmeisterschaften in Wien                            | Sechskampf   | Leicht (bis 85 kg)     | mit 527 kg (70,5-70,5-56-105-130-95), vor Anton Nejedlik, Österreich, 516 kg (60-65-51-115-130-95) und Johann Staudinger, Österreich, 514,5 kg (64-65-53-110-125-97)            |
| 1909 | 1.    | Weltmeisterschaften in Wien                            | Fünfkampf    | Leicht (bis 85 kg)     | mit 470,2 kg (75-80,2-90-100-125), vor Josef Hofböck, 458 kg (70-73-90-100-125) und Johann Lenz, Österreich, 441 kg (61-65-90-105-120)                                          |
| 1910 | 2.    | Weltmeisterschaften in Wien                            | Sechskampf   | Leicht (bis 85 kg)     | mit 595,5 kg (80-74,5-85-100-131-125), hinter Leopold Hennermüller, Österreich, 603 kg (70-85-95-108-140-105) und vor Franz Bartasek, Österreich, 565 kg (70-85-90-105-115-105) |
| 1911 | 4.    | Weltmeisterschaften in Berlin                          | Vierkampf    | Schwer (über 85 kg)    | mit 379 kg, hinter Karl Swoboda, Österreich, 464,5 kg, Berthold Tandler, Österreich, 405 kg und Franz Buchholz, Deutschland, 381,25 kg                                          |
| 1911 | 1.    | Österreichische Meisterschaft                          | Achtkampf    | Leicht (bis 85 kg)     | mit 786,3 kg, vor Anton Stubner, 1. Hietzinger AK Wien, 769,95 kg und Franz Komarek, 1. Hernalser AK "Austria" Wien, 726,2 kg                                                   |
| 1913 | 1.    | Österreichische Meisterschaft                          | Fünfkampf    | Halbschwer (bis 90 kg) | mit 570 kg, vor Anton Stuber, 553 kg und B. Ruschka, "Leopoldstädter A.K. Wien, 550 kg                                                                                          |

Erläuterungen
- bis 1912 wurden die meisten Meisterschaften in einer (Schwergewicht), oder in zwei Gewichtsklassen (Leichtgewicht bis 85 kg) und Schwergewicht (über 85 kg) Körpergewicht, ausgetragen. Ab 1910 wurde bei einigen Meisterschaften allerdings schon in fünf Gewichtsklassen gehoben (Feder-, Leicht-, Mittel-, Halbschwer- und Schwergewicht)
- bei den Wettkämpfen wurden Mehrkämpfe in den verschiedensten Formen ausgetragen. Die zu meisternden Übungen waren z. B. einarmiges Reißen links, einarmiges Reißen rechts, einarmiges Stoßen links, einarmiges Stoßen rechts, einarmiges Drücken in Schlussstellung, beidarmiges Reißen, beidarmiges Drücken, beidarmiges Stoßen, Dauerdrücken, einarmiges Schrauben